# Ghiacciaio Morris
Il ghiacciaio Morris è un ghiacciaio lungo circa 19 km situato nella regione sud-occidentale della Dipendenza di Ross, nell'Antartide orientale. Il ghiacciaio, il cui punto più alto si trova a circa 1400 m s.l.m., si trova nella dorsale Lillie, una sottocatena dei monti della Regina Maud, sulla costa di Dufek, dove fluisce verso nord partendo dal versante settentrionale del monte Daniel, scorrendo tra il monte Krebs, a ovest, e il monte Dryfoose, a est, fino ad andare ad alimentare la barriera di Ross.

## Storia
Il ghiacciaio Morris è stato mappato da membri dello United States Geological Survey (USGS), grazie a ricognizioni tellurometriche effettuate dallo stesso USGS nel 1961-62 ed a fotografie scattate durante ricognizioni aeree effettuate dalla marina militare statunitense nel 1960, ed è stato così battezzato dai membri della spedizione antartica neozelandese condotta nella stagione 1963-64 in onore del comandante Marion E. Morris, della marina militare statunitense, ufficiale della squadriglia VX-6 che, nella stagione 1963-64, pilotò l'aereo ricognitore della spedizione neozelandese.